# Teledapus pilosellus
Teledapus pilosellus är en skalbaggsart som beskrevs av Holzschuh 2007. Teledapus pilosellus ingår i släktet Teledapus och familjen långhorningar. Inga underarter finns listade i Catalogue of Life.